# Jen Shah
Pour les articles homonymes, voir Shah (homonymie).
Jennifer Shah, née Lui le 4 octobre 1973, est une personnalité de la télévision américaine. Elle participe à la télé-réalité américaine The Real Housewives of Salt Lake City. Shah plaide coupable à une accusation criminelle de conspiration en 2022, pour laquelle elle purge une peine en prison.

## Biographie
Shah est d'origine tonguienne et hawaïenne. À l'origine mormone, elle se convertie à l'islam. Shah épouse l'entraîneur de football Sharrieff Shah qu'elle a rencontré lors de ses études à l'université de l'Utah. Ils ont deux fils ensemble.
Shah joue dans la série de télé-réalité The Real Housewives of Salt Lake City, qui est créée en novembre 2020. En mars 2021, elle est accusée de complot en vue de blanchir de l'argent et de fraude électronique. Elle plaide non coupable des deux accusations quelques jours plus tard,. Son cas juridique est relaté dans le film documentaire Housewife and the Shah Shocker, qui débute sur Hulu en novembre 2021. En juillet 2022, Shah plaide coupable de complot en vue de commettre une fraude électronique. En janvier 2023, elle est condamnée à six ans et demi de prison. Shah commence sa peine de prison le mois suivant. Sa peine a depuis été réduite. Elle devrait être libérée en décembre 2027.

## Filmographie
- The Real Housewives of Salt Lake City, 2020-2023